# مسجد فتحية (أثينا)

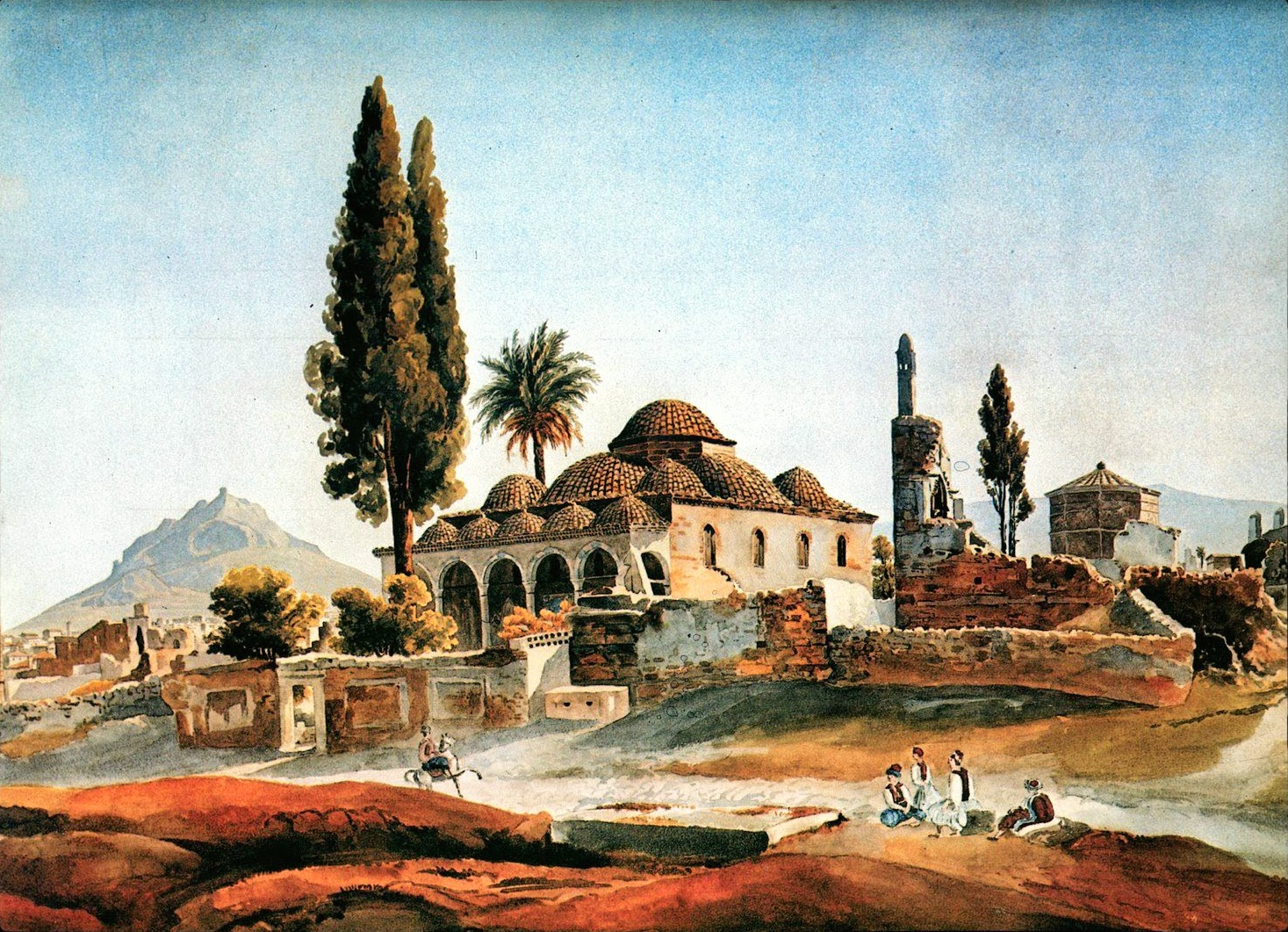
المسجد في عام 1830، مع برج الرياح في الخلفية.

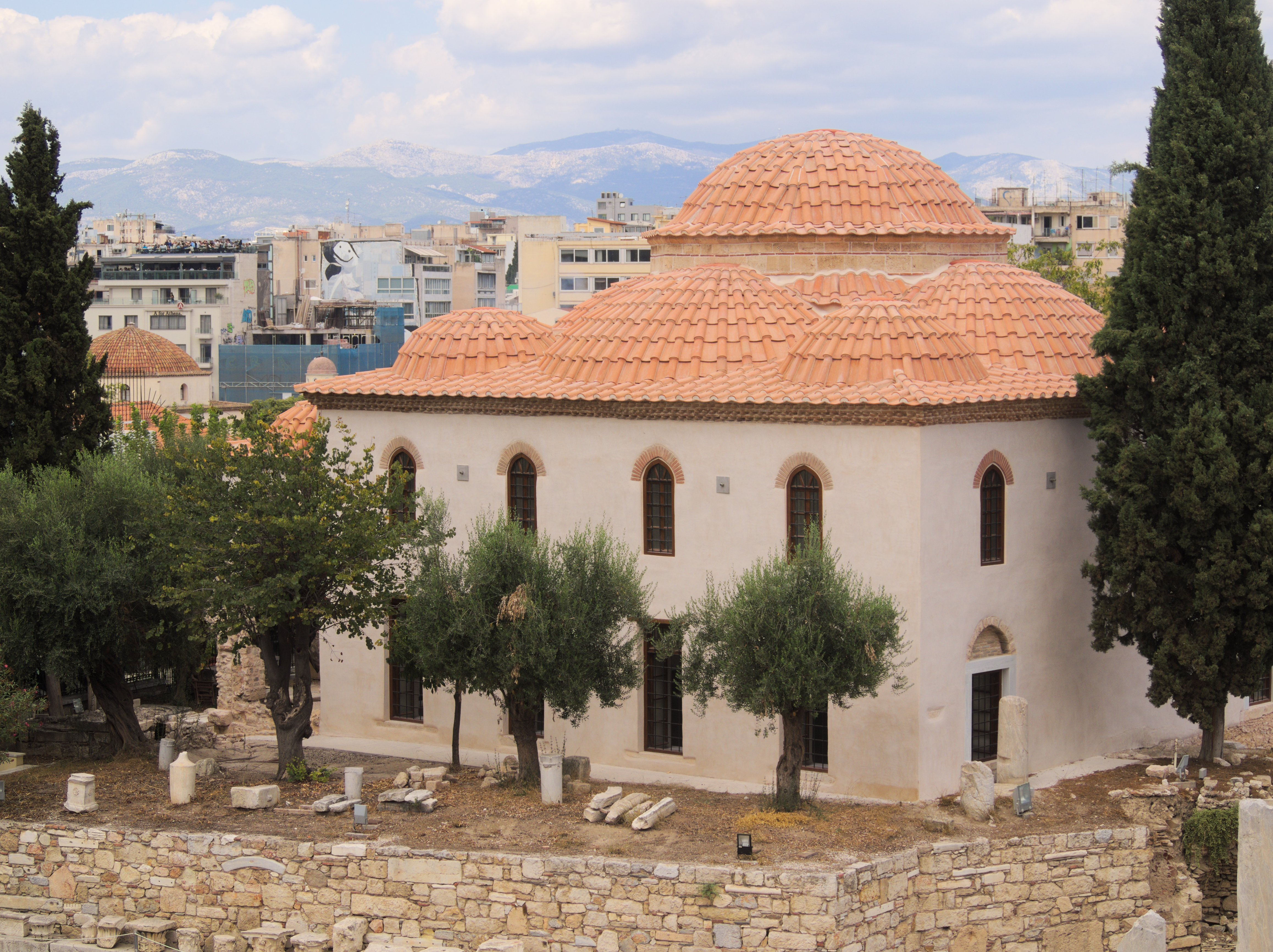
مسجد فتحية بعد عمليات الإصلاح.

مسجد فتحية ((باليونانية: Φετιχιέ τζαμί)‏،(بالتركية: Fethiye Camii)‏، "Mosque of the Conquest"،"مسجد الفتح") هو مسجد عثماني في منتصف أثينا، اليونان.

## التاريخ
مسجد فتحية موجود في الجهة الشمالية من الأغورا اليونانية القديمة في أثينا، بالقرب من برج الرياح، وقد بُني علي حطام كنيسة بازيليكاية من الفترة المتوسطة في الإمبراطورية البيزنطية (القرن 9/8). الكنيسة تم تحويلها إلي مسجد في عام 1456 بعد معركة العثمانين في دوقية أثينا، بالتزامن مع زيارة المدينة من قبل السلطان محمد الفاتح في عام 1458.